# 文阁彝族乡
文阁彝族乡是一个现已撤销的民族乡，建于1984年9月，位于贵州省六盘水市盘县特区北部，与淤泥彝族乡、坪地彝族乡，松河彝族乡接界。
古为于失部领地，龙氏土司管辖，属普安十二营的乍希黑营；民国时隶属淤泥乡公所，部分地区属普水乡公所；1953年1月建立文阁乡人民政府，隶普古区公所管辖；1958年改为文阁管理区，隶普古人民公社管辖；1961年12月并入普古人民公社；1963年从普古人民公社分出建立文阁人民公社，隶普古区公所管辖；1984年9月经贵州省人民政府批准成立文阁彝族乡；1992年“撤区并乡建镇”时与普古彝族乡、舍烹彝族苗族乡并建普古彝族苗族乡。文阁彝族乡政府驻地旧寨，距县城65公里。1992年全乡面积34平方公里，辖6个村民委员会，1280户，7864人，彝族占全乡人口的58.7％。